# Dmitri Safronov
Dmitri Igorevich Safronov (tiếng Nga: Дмитрий Игоревич Сафронов; sinh ngày 20 tháng 5 năm 1995) là một cầu thủ bóng đá người Nga thi đấu cho FC Veles Moskva.

## Sự nghiệp câu lạc bộ
Anh có màn ra mắt tại Giải bóng đá chuyên nghiệp quốc gia Nga cho FC Veles Moskva vào ngày 18 tháng 8 năm 2017 trong trận đấu với FC Kolomna.